# 546 Herodias
Az 546 Herodias egy a Naprendszer kisbolygói közül, amit Paul Götz fedezett fel 1904. április 10-én.